# Скулинская
Скулинская — деревня в Верховажском районе Вологодской области.
Входит в состав Верховского сельского поселения, с точки зрения административно-территориального деления — в Верховский сельсовет.
Расстояние по автодороге до районного центра Верховажья — 37 км, до центра муниципального образования Сметанино — 15 км. Ближайшие населённые пункты — Мокиевская, Моисеевская, Новая Деревня.
По переписи 2002 года население — 2 человека.